# Цинвальдит
Цинвальдит (англ. zinnwaldite; нім. Zinnwaldit m) — мінерал, літіїста слюда шаруватої будови. Група слюд.

## Етимологія та історія
Цинвальдит був вперше описаний у 1845 році австрійським геологом, мінералогом і геофізиком Вільгельмом фон Гайдінгером (1795–1871), який назвав мінерал на честь його місця розташування (першого місцеположення) у районі Цинвальд в Рудних горах між Саксонією та Богемією. Ще в 1810 році німецький хімік Мартін Генріх Клапрот (1743–1817) опублікував перший хімічний аналіз звичайної слюди з Цинвальді і виявив кремнезем, галун, оксид заліза, оксид марганцю та поташ. У 1826 році німецький хімік Крістіан Готтлоб Гмелін (1792–1860) опублікував хімічний аналіз літієвої слюди з Цинвальда, в якому також були виявлені літій і фтор..

## Загальний опис
Хімічна формула:
- 1. За Є. К. Лазаренком: KLiFe2+Al[AlSi3>O10(F, OH)2].
- 2. За К. Фреєм: K2(LiFe2+Al)2(AlSi3)2O20)(F, OH)4.
- 3. За «Fleischer's Glossary» (2022): KLiFeAl(AlSi3)O10(F, OH)2.

Склад у % (з родовища шт. Массачусетс, США): K2O — 13,15; Li2O — 4,06; FeO — 7,98; Al2O3 — 16,77; SiO2 — 53,46; F+H2O — 2,50. Домішки: Fe2O3; MgO, MnO.
Сингонія моноклінна. Призматичний вид. Спайність досконала по (001). Утворює тонко- та товстотаблитчасті кристали, лускуваті аґреґати. Густина 2,9-3,0. Тв. 2,5-4,0. Колір блідо-фіолетовий, жовтуватий або сірувато-коричневий, рідше темно-зелений, фіолетовий, чорний. Блиск скляний. На площинах спайності перламутровий полиск. Непрозорий або слабо просвічує. Дуже еластичний. Походження метасоматичне.
Асоціація: топаз, каситерит, вольфраміт, лепідоліт, сподумен, берил, турмалін, флюорит.

## Поширення
Зустрічається в ґрейзенах і пегматитах, у олововмісних пневматолітичних відкладах разом з вольфрамітом, шеєлітом, каситеритом, флюоритом, топазом, берилом, турмаліном, сподуменом та ін. Руда літію, іноді рубідію.
Рідше в гранітах та високотемпературних кварцових жилах.
Численні локалітети. Циновець (Zinnwald), Чехія. Альтенберг,
Саксонія та Вальдштайн (гірський масив), Баварія, Німеччина. У Тердаль (Tørdal) — район у муніципалітеті Дрангедал у графстві Вестфолд-ог-Телемарк, Норвегія. Корнуолл, Англія. Острів Мадагаскар. У США, штати  Вірджинія, Каліфорнія, Південна Дакота, Аляска. На Нарссарссуак і на плато Кангердлуарсук, Гренландія. Від префектура Яманасі та префектура Гіфу, Японія.

## Ріновиди
Розрізняють: 
- цинвальдит 1М (політипна моноклінна модифікація цинвальдиту з елементарною коміркою в один шар);
- цинвальдит 2М (політипна модифікація цинвальдиту з двома пакетами в елементарній комірці, які повернуті один відносно одного на 1200);
- цинвальдит 3Т (політипна тригональна модифікація цинвальдиту з елементарною коміркою в три шари);
- цинвальдит залізистий (різновид цинвальдиту, який містить понад 10 % FeO),
- кріофіліт (різновид цинвальдиту, у якого частина Li замінена на Fe2+, а F на групу OH-).